# دانيال شولتس
دانيال شولتس (بالألمانية: Daniel Schulz)‏ هو لاعب كرة قدم ألماني في مركز قلب الدفاع، ولد في 21 فبراير 1986 في برلين في ألمانيا. شارك مع منتخب ألمانيا تحت 21 سنة لكرة القدم. أما مع النوادي، فقد لعب مع نادي ساندهاوزن ويونيون برلين.

## وصلات خارجية
- دانيال شولتس على موقع قاعدة بيانات كرة القدم.إي يو (الإنجليزية)
- دانيال شولتس على موقع بيانات كرة القدم. دي إي (الألمانية)
- دانيال شولتس على موقع Soccerway.com (الإنجليزية)
- دانيال شولتس على موقع عالم كرة القدم.نت (الإنجليزية)